# Монтандон (Пенсільванія)
Монтандон (англ. Montandon) — переписна місцевість (CDP) в США, в окрузі Нортамберленд штату Пенсільванія. Населення — 873 особи (2020).

## Географія
Монтандон розташований за координатами 40°57′55″ пн. ш. 76°51′11″ зх. д. / 40.96528° пн. ш. 76.85306° зх. д. (40.965179, -76.853125).  За даними Бюро перепису населення США в 2010 році переписна місцевість мала площу 2,30 км², уся площа — суходіл.

## Демографія
Згідно з переписом 2010 року, у переписній місцевості мешкали 903 особи в 386 домогосподарствах у складі 259 родин. Густота населення становила 393 особи/км².  Було 402 помешкання (175/км²).
Расовий склад населення:
| - 97,9 % — білих - 0,8 % — чорних або афроамериканців - 0,2 % — азіатів |

До двох чи більше рас належало 0,9 %. Частка іспаномовних становила 1,3 % від усіх жителів.
За віковим діапазоном населення розподілялося таким чином: 21,5 % — особи молодші 18 років, 63,5 % — особи у віці 18—64 років, 15,0 % — особи у віці 65 років та старші. Медіана віку мешканця становила 43,9 року. На 100 осіб жіночої статі у переписній місцевості припадало 103,8 чоловіків;  на 100 жінок у віці від 18 років та старших — 98,0 чоловіків також старших 18 років.
Середній дохід на одне домашнє господарство  становив 48 973 долари США (медіана — 37 212), а середній дохід на одну сім'ю — 54 232 долари (медіана — 44 625). Медіана доходів становила 35 848 доларів для чоловіків та 23 359 доларів для жінок. За межею бідності перебувало 22,9 % осіб, у тому числі 54,6 % дітей у віці до 18 років та 2,6 % осіб у віці 65 років та старших.
Цивільне працевлаштоване населення становило 523 особи. Основні галузі зайнятості: освіта, охорона здоров'я та соціальна допомога — 26,2 %, виробництво — 19,7 %, мистецтво, розваги та відпочинок — 16,1 %.